# 밀물을 타고
《밀물을 타고》(Taken at the Flood)는 영국의 추리작가 애거사 크리스티가 1948년 3월 발표한 장편 추리소설이다.

## 줄거리
백만장자 고든 클로드가 전쟁 중 공습으로 사망하자, 그의 막대한 유산은 모두 젊은 아내 로잘린이 물려받게 된다. 고든으로부터 금전적으로 많은 도움을 받고 있던 그의 일가붙이들은 곤경에 처하고, 로잘린의 오빠 데이빗은 동생이 친척들을 도와주려 하자 이를 방해한다.

## 등장인물
- 고든 클로드 : 백만장자
- 로잘린 클로드 : 고든의 미망인
- 데이빗 헌터 : 로잘린의 오빠
- 아델라 마치몬트 : 고든의 누나
- 린 마치몬트 : 아델라의 딸, 롤리의 약혼녀
- 롤리 클로드 : 사망한 고든의 형 모리스 클로드의 아들이자 고든의 조카, 농부
- 제레미 클로드 : 고든의 형, 변호사
- 프랜시스 클로드 : 제레미의 아내
- 앤서니 클로드: 제레미의 아들, 제2차세계대전에 참전 중 전사
- 라이오넬 클로드 : 고든의 동생, 의사
- 캐서린 클로드 : 라이오넬의 아내
- 로버트 언더헤이 : 로잘린의 전 남편
- 에르퀼 푸아로 : 런던에 거주하는 벨기에의 사립탐정, 캐서린 클로드로부터 언더헤이를 찾아달라는 의뢰를 받음